# Mexická reprezentace v malém fotbale
Mexická reprezentace v malém fotbale reprezentuje Mexiko na mezinárodních akcích v malé kopané, jako je mistrovství světa nebo Panamerický pohár.

## Historie
Již při svém prvním vystoupení na Mistrovství světa, které pořádá federace WMF získalo Mexiko stříbrnou medaili. Mexiko je tradičním účastníkem Mistrovství světa v malém fotbale. Na dvou po sobě jdoucích šampionátech získali stříbrné medaile. Vyhrát titul mistra světa se jim podařilo až napotřetí na Mistrovství světa v Austrálii v roce 2019, když ve finále zdolali Brazílii 4:0. Na Panamerickém poháru 2018 Mexiko prohrálo překvapivě v semifinále s Guatemalou 6:3 a putovalo do boje o bronz ve kterém porazilo Brazílii 3:2 po penaltách. Při své premiéře na Mistrovství světa v malém fotbale SOCCA 2019, které pořádá federace ISF je ve čtvrtfinále vyřadilo mužstvo Polska 7:3. Česká reprezentace se s Mexikem utkala zatím dvakrát.

## Výsledky

### Mistrovství světa
| Rok  | Místo konání | Umístění                                        |
| ---- | ------------ | ----------------------------------------------- |
| 2015 | USA          | Stříbrná medaile                                |
| 2017 | Nabeul       | Stříbrná medaile                                |
| 2019 | Perth        | Zlatá medaile                                   |
|      | Celkem       | Účast – 3× Zlato – 1×, Stříbro – 2×, Bronz – 0× |

### Mistrovství světa SOCCA
| Rok  | Místo konání | Umístění                                        |
| ---- | ------------ | ----------------------------------------------- |
| 2018 | Lisabon      | Nezúčastnili se                                 |
| 2019 | Rethymno     | Vyřazeni ve čtvrtfinále Polskem                 |
|      | Celkem       | Účast – 1× Zlato – 0×, Stříbro – 0×, Bronz – 0× |

### Panamerický pohár
| Rok  | Místo konání        | Umístění                                        |
| ---- | ------------------- | ----------------------------------------------- |
| 2018 | Ciudad de Guatemala | Bronzová medaile                                |
|      | Celkem              | Účast – 1× Zlato – 0×, Stříbro – 0×, Bronz – 1× |